# Red de celdas
Una red móvil o celular es una red de telecomunicación con enlaces inalámbricos hacia y desde los nodos finales.
Es una red formada por celdas de radio (o simplemente celdas) cada una con su propio transmisor por satélite, conocidas como estación base. Estas celdas son usadas con el fin de cubrir diferentes áreas para proveer cobertura de radio sobre un área más grande que el de una celda. Las redes de celdas son inherentemente asimétricas con un conjunto fijo de transceptores principales, cada uno sirviendo una celda y un conjunto de transceptores distribuidos (generalmente, pero no siempre, móviles).

## Ventajas
Estas redes ofrecen varias ventajas comparadas con soluciones alternativas:
- Incrementan la capacidad.
- Reducen el uso de energía.
- Tienen mejor cobertura.
- Tienen acceso a internet.

## Concepto
En un sistema de radiocomunicaciones móviles, una zona terrestre a la que se va a suministrar un servicio de radio se divide en celdas según un patrón que depende de las características del terreno y de la recepción. Estos patrones de celdas adoptan aproximadamente formas regulares, como hexágonos, cuadrados o círculos, aunque las celdas hexagonales son convencionales. A cada una de estas celdas se le asignan múltiples frecuencias (f1 - f6) con sus correspondientes estaciones base. El grupo de frecuencias puede reutilizarse en otras celdas, siempre que no se reutilicen las mismas frecuencias en celdas adyacentes, lo que provocaría interferencias cocanal.
La mayor capacidad de una red móvil, comparada con la de una red con un solo transmisor, proviene del sistema de conmutación de comunicaciones móviles desarrollado por Amos Joel, de los Laboratorios Bell, que permitía que varios llamantes en una zona determinada utilizaran la misma frecuencia, conmutando las llamadas a la torre de telefonía móvil más cercana que tuviera esa frecuencia disponible. Esta estrategia es viable porque una determinada frecuencia de radio puede reutilizarse en una zona diferente para una transmisión no relacionada. En cambio, un solo transmisor sólo puede realizar una transmisión para una frecuencia determinada. Inevitablemente, existe un cierto nivel de interferencia de la señal de las otras celdas que utilizan la misma frecuencia. Por ello, en un sistema estándar de acceso múltiple por división de frecuencia (FDMA) debe haber al menos un espacio entre las celdas que reutilizan la misma frecuencia.
Consideremos el caso de una empresa de taxis, en la que cada radio tiene un mando selector de canales que se acciona manualmente para sintonizar diferentes frecuencias. Cuando los conductores se desplazan, cambian de canal. Los conductores saben qué frecuencia cubre aproximadamente una zona. Cuando no reciben señal del emisor, prueban otros canales hasta encontrar uno que funcione. Los taxistas sólo hablan de uno en uno cuando les invita el operador de la estación base. Es una forma de acceso múltiple por división de tiempo (TDMA).

## Mensajes de difusión y paginación
Prácticamente todos los sistemas celulares tienen algún mecanismo de mensajes de difusión. Éste puede ser usado para distribuir información a muchos móviles, por ejemplo, en los sistemas de telefonía celular, el uso más importante de los mensajes de difusión es para configurar el canal para las comunicaciones uno a uno entre el transceptor móvil y la estación base. Esto es llamado paginación.
Los detalles del proceso de paginación varían de red a red, pero normalmente se conoce un número limitado de celdas donde el teléfono se encuentra (este grupo de celdas es llamado área de localización en los sistemas GSM o área de ruteo en los UMTS). La paginación comienza enviando mensajes de difusión en estas celdas. Los mensajes de paginación pueden ser usados para transferir información. Esto se usa, por ejemplo, en los sistemas CDMA para el envío de mensajes SMS.

## Reutilización de frecuencias

Reutilización de frecuencias en una red celular

El incremento en la capacidad de una red celular, comparando con una red con un solo transmisor, viene con el hecho de que la misma radiofrecuencia puede ser usada en un área diferente para una transmisión completamente diferente. Si hubiera un solo transmisor, solo una transmisión puede ser realizada en cualquier frecuencia dada. Desafortunadamente es inevitable cierto nivel de interferencia en la señal producida por las otras celdas que usan la misma frecuencia. Esto significa que en un sistema estándar FDMA habrá al menos un hueco entre celdas que utilicen la misma frecuencia.
El factor de reutilización de frecuencia es qué tan seguido se puede utilizar la misma frecuencia en una red. Esto es 1/n donde n es el número de celdas que no pueden utilizar una frecuencia para transmisión.
Los sistemas CDMA usan una banda de frecuencia mayor para alcanzar la misma tasa de transmisión que FDMA, pero compensan esto y que poseen un factor de reutilización de 1. En otras palabras, cada celda usa la misma frecuencia y los diferentes sistemas están separados por códigos en lugar de frecuencias.

## Movimiento de celda a celda y traspaso
El uso de múltiples celdas significa que, si los transceptores distribuidos son móviles y se mueven de un lugar a otro, pueden también cambiar de celda. El mecanismo para esto cambia dependiendo del tipo de red y las circunstancias del cambio. Por ejemplo, si hay una comunicación continua y no queremos que se interrumpa, entonces se deberá tener especial cuidado para evitar las interrupciones. En este caso debe haber una coordinación clara entre la estación base y la móvil. Generalmente estos sistemas usan algún tipo de acceso múltiple independiente en cada celda, así se anticipa un estado de traspaso y se reserva un nuevo canal para la estación móvil en la nueva estación base que le brindará ahora el servicio. El móvil entonces se mueve del canal en su estación base actual hacia el nuevo canal y desde ese punto la comunicación continúa.
Los detalles de los cambios de una estación base a otra varían considerablemente entre los distintos sistemas. Por ejemplo en todos los traspasos GSM y los traspasos entre frecuencias W-CDMA la estación móvil debe medir el canal que quiere empezar a utilizar antes de moverse a él. Una vez que el canal está confirmado, la red debe comandar al móvil para moverse al nuevo canal y al mismo tiempo iniciar una comunicación bidireccional lo que significa que no hay cortes en la transmisión. En CDMA2000 y en W-CDMA hay traspasos en la misma frecuencia, ambos canales son utilizados al mismo tiempo (esto es llamado un traspaso por soft).

## Área de cobertura de una celda
La red celular ideal, mostrada en los libros, tiene celdas hexagonales. En la práctica la cobertura de la celda varía considerablemente dependiendo del terreno, la ubicación de la antena, las construcciones que pudieran interferir, puntos de medición y barreras.
El otro factor que interviene considerablemente en la cobertura es la frecuencia utilizada. Puesto simple, frecuencias bajas tienden a penetrar bien obstáculos, frecuencias altas suelen ser detenidas por objetos chicos. Por ejemplo, una pared de yeso de 5 milímetros detendrá completamente la luz, pero no tendrá ningún efecto sobre ondas de radio.
El efecto de la frecuencia en la cobertura significa que diferentes frecuencias sirven mejor a diferentes usos. Frecuencias bajas, como la de 450 MHz de NMT (en inglés), dan buena cobertura en áreas campestres. La de 900 MHz de GSM 900 es una solución apropiada para áreas urbanas pequeñas. GSM 1800 usa la banda de 1.8 GHz que ya comienza a ser limitada por paredes. Ésta es una desventaja cuando se habla de cobertura, pero es una ventaja cuando se habla de capacidad. Las pico celdas, por ejemplo, un piso de un edificio, son posibles y la misma frecuencia puede ser usada por celdas que son prácticamente vecinas. UMTS a 2.1 GHz es similar a GSM 1800 en cobertura. A 5 GHz las redes inalámbricas 802.11a tienen ya una muy limitada capacidad para penetrar paredes y suelen ser limitadas a una sola habitación en un edificio. Al mismo tiempo 5 GHz puede penetrar fácilmente ventanas y paredes finas, por lo que son usada en WLANs.
Si sobrepasamos estos rangos la capacidad general de la red incrementa (más ancho de banda está disponible) pero la cobertura comienza a ser limitada a la línea de visión. Los enlaces infrarrojos han sido considerados para uso en redes celulares, pero su uso sigue limitado a aplicaciones punto a punto.
El área de servicio de una celda puede también variar debido a la interferencia de sistemas transmitiendo dentro y alrededor. Esto es así especialmente en sistemas basados en CDMA. El receptor requiere cierto nivel de señal/ruido. Cuando el receptor se aleja del transmisor la señal transmitida se reduce. A medida que la interferencia (riudo) crece sobre la señal recibida y no se puede aumentar más el nivel en el transmisor, ésta se corrompe y eventualmente inusable. En los sistemas basados en CDMA el efecto de la interferencia de otro transmisor móvil en la misma celda es muy marcado y tiene un nombre especial, respiro de celda.
Para ver ejemplos reales de coberturas de celdas pueden buscarse mapas provistos por operadores reales en sus sitios webs; en ciertos casos pueden marcar el sitio de los transmisores, en otros se pueden notar los puntos más fuertes de cobertura.

## Red de telefonía móvil
El ejemplo más común de red móvil es la red de telefonía móvil. Un teléfono móvil es un teléfono portátil que recibe o realiza llamadas a través de un sitio de telefonía móvil (estación base) o torre de telefonía móvil. Las ondas de radio se utilizan para transferir señales hacia y desde el teléfono móvil.
Las redes de telefonía móvil modernas utilizan celdas porque las radiofrecuencias son un recurso limitado y compartido. Los sitios de telefonía móvil y los teléfonos cambian de frecuencia bajo el control de un ordenador. Utilizan transmisores de baja potencia, por lo que muchos usuarios pueden utilizar simultáneamente un número limitado de radiofrecuencias con menos interferencias.
El operador de telefonía móvil utiliza una red móvil para conseguir cobertura y capacidad para sus abonados. Las zonas geográficas extensas se dividen en celdas más pequeñas para evitar la pérdida de señal en la línea de visión y dar soporte a muchos teléfonos activos en esa zona. Todas las celdas están conectadas a centrales telefónicas (o conmutadores) que se conectan a la red telefónica conmutada .
En las ciudades, cada sitio de telefonía móvil puede tener un alcance de hasta aproximadamente 0,80 km, mientras que en las zonas rurales, el alcance podría ser de hasta 8,0 km. Es posible que, en zonas abiertas y despejadas, un usuario reciba señales de una torre de telefonía móvil a 40 km de distancia. En zonas rurales con cobertura de banda baja y torres altas, el servicio básico de voz y mensajería puede llegar a 80 km con un ancho de banda limitado y llamadas simultáneas.[cita requerida]
Casi todos los teléfonos móviles utilizan tecnología móvil, incluyendo GSM, CDMA y AMPS (analógica). Sin embargo, los teléfonos satelitales son teléfonos móviles que no se comunican directamente con una torre de telefonía móvil en tierra, sino que pueden hacerlo indirectamente a través de un satélite.
Hay muchas tecnologías móviles digitales diferentes, como el sistema global para las comunicaciones móviles (GSM), el servicio general de paquetes cvía radio (GPRS), IS-95, CDMA2000, EV-DO, EDGE, el sistema universal de telecomunicaciones móviles (UMTS), DECT, Digital AMPS (IS-136/TDMA) y la iDEN. La transición de los estándares analógicos existentes a los digitales siguió un camino diferente en Europa y Estados Unidos. En consecuencia, surgieron múltiples estándares digitales en EE. UU., mientras que Europa y muchos países convergieron hacia el estándar GSM.